# Абу-ль-Хасан аш-Шазили
Абу́ль-Хаса́н Али́ ибн Абдулла́х аш-Ша́зили (араб. أبو الحسن الشاذلي‎; 1196, Гамарат, совр. Марокко — 1258, Хумайсра, совр. Египет) — североафриканский исламский богослов, основатель и эпоним суфийского ордена (тариката) Шазилия.

## Биография
Его полное имя: Абуль-Хасан Али ибн Абдуллах ибн Абдул-Джаббар аль-Хасани валь-Хусейни аш-Шазили аль-Магриби. Родился в 1196 году в селении Гамарат на севере Марокко. Его род принадлежит к сеидам и восходит к пророку Мухаммаду.
Он получил блестящее образование и в возрасте примерно 21 года он покинул родной край в поисках знаний. Он учился в Фесе, а с 1244 года жил в Александрии. Совершив паломничество в Мекку, он отправился в Багдад, где находились крупные факихи, знатоки Корана и хадисов, а также выдающиеся суфийские учителя: аль-Мухасиби, Сари Сакати, Джунайд аль-Багдади, Абдул-Кадир аль-Джилани, Абу Бакр аш-Шибли и другие. В Багдаде он прошёл курс обучения у шейха Абуль-Фатха аль-Васити, по совету которого вернулся на родину, чтобы продолжить обучение у Абдуссалама ибн Машиша. После окончания обучения у Ибн Машиша, Абуль-Хасан аш-Шазили отправился в селение Шазили (совр. Тунис). Свою первую завию он основал в 1227 году в Тунисе. Аш-Шазили поселился в пещере горе Залалж на окраине города Тунис, известное как «Пещера аш-Шазили». Там он жил и принимал учеников.
Умер в 1258 году в селении Хумайсра в Египте при совершении хаджа. Его могила на берегу Красного моря почитается мусульманами (зиярат). Султан Мамлюков той эпохи построил мавзолей над его могилой.
Абуль-Хасан аш-Шазили призывал своих учеников (мюридов) к ежеминутному поминанию Аллаха посредством тихого зикра-хафи, богобоязненности, строгому исполнению предписаний Шариата и следованию сунне Пророка. Он не приветствовал практику затворничества (хальва) и коллективных собраний суфиев (сама). По словам аш-Шазили идеи и дух братства (тариката) следует реализовывать в повседневной жизни, не уходя от мира.

## Шазилия
Шазилиты пользуются всеми дозволенными Шариатом благами цивилизации и не одобряют суровый аскетизм. Их зикр и занятия духовной практикой проводятся в свободное от работы и других занятий время и не причиняют ущерб повседневным обязанностям человека и его семье. Они не носят специальных одеяний и, следуя Джунайду аль-Багдади, предпочитают «трезвое» служение (сахв) и воздерживаются от состояния «опьянения» (сукр).
Мюрид шазилийского тариката должен воспринимать себя рабом, который постоянно ощущает свою ничтожность перед величием Аллаха; чувствовать абсолютную зависимость от Аллаха и быть непрерывно благодарным ему.
Руководство тарикатом выборное. После смерти Абуль-Хасана аш-Шазили тарикат возглавил Аббас аль-Мурси, а затем Таджуддин ибн Атауллах аль-Искендерани. Благодаря трудам аль-Искендерани шазилитский тарикат стал популярным в Магрибе. К шазилитам принадлежал известный историк и философ Ибн Хальдун.
Шазилитский тарикат делится на различные ветви: аруситы, вафаиты, заррукиты, джазулиты, хабибиты и т. д. Некоторые ветви (например исавиты) в духовной практике применяли экстатические методы, а в ряде регионов Африки учение смешалось с традиционными местными верованиями, из-за чего члены тариката подвергались нападкам со стороны традиционалистов. Шазилитский тарикат сыграл большую роль в исламизации народов Африки, активно противодействовал колонизаторской политике европейских стран. Его идеи распространены не только в странах Северной и Центральной Африки, но и в Европе и на Кавказе. Последователей этого тариката можно увидеть и на Коморских островах, в Индии и даже Индонезии. 
В России, Шазилийский тарикат наиболее распространён в Республике Дагестан. . Это связано с тем, что наиболее влиятельные шейхи (устазы) этого тариката входящие в "Цепочку преемственности" (сильсиля) были уроженцы Дагестана и внесли существенный вклад в развитие этого тариката. Кроме того, Шазилийский тарикат является уникальным и особенным тарикатом на территории Дагестана наряду с Накшбандийским тарикатом, в силу того что последний указанный тарикат распространён не только в Дагестане, но и в других Северокавказских республиках и в Поволжье, а Шазилийский тарикат наиболее характерен в России именно в Республике Дагестан, подобно тому, как Кадирийский тарикат распространён и развит в Чечне.